# Spalangia virginica
Spalangia virginica är en stekelart som beskrevs av Girault 1913. Spalangia virginica ingår i släktet Spalangia och familjen puppglanssteklar. Inga underarter finns listade i Catalogue of Life.